# ユリアン・オレフスキー
ユリアン・オレフスキー（Julian Olevsky, 1926年5月7日 - 1985年5月25日）は、ドイツ出身のヴァイオリン奏者。
ベルリンに生まれる。父親はポーランド人で母親はロシア人であった。７歳からヴァイオリン奏者だった父親に音楽の手ほどきを受けたが、1935年にブエノスアイレスに移住し、アーロン・クラッセとアレクサンドル・ペチュニコフにヴァイオリンを師事した。1936年に初リサイタルを開き、1938年にはオーケストラと初共演を果たしている。1947年には北米ツアーを敢行し、1949年にニューヨーク・タウン・ホールの演奏会を成功させて名声を得た。1951年にはアメリカ市民権を獲得している。1965年よりエステラ・ケルセンバウムとデュオを組み、後に結婚した。1967年からアマースト大学でヴァイオリンを教えた。
アマーストにて没。